# Rue McClanahan
Eddi–Rue McClanahan (ur. 21 lutego 1934 w Healdton, zm. 3 czerwca 2010 w Nowym Jorku) – amerykańska aktorka. Odtwórczyni roli Blanche Devereaux w sitcomie NBC Złotka (ang. The Golden Girls, 1985–1992), za którą w 1987 otrzymała nagrodę Emmy w kategorii najlepsza aktorka pierwszoplanowa w serialu komediowym, i spin-off Złoty pałac (The Golden Palace, 1992–1993).

## Życiorys

### Wczesne lata
Urodziła się w Healdton w stanie Oklahoma jako córka Dredy Rheua–Nell (z domu Medaris), kosmetyczki, i Williama Edwina „Billa” McClanahana, wykonawcy robót budowlanych. Jej rodzina była pochodzenia angielskiego, irlandzkiego, walijskiego i niemieckiego, a także miała przodków rdzennych Czoktawów, francusko–kanadyjskich, holenderskich i portugalskich. Wychowywała się jako metodystka. Dorastała w Ardmore, gdzie uczęszczała do Ardmore High School, gdzie występowała w szkolnych przedstawieniach i zdobyła złoty medal w oracji. Była członkiem National Honor Society, w 1954 uzyskała tytuł Bakalaureata z cum laude na Uniwersytecie w Tulsie, gdzie studiowała zarówno język niemiecki, jak i teatr, i dołączyła do stowarzyszenia Kappa Alpha Theta, pełniąc funkcję wiceprezesa. Studiowała aktorstwo u Uty Hagen oraz w szkole Perry–Mansfield. Pracowała jako kelnerka, stenografka i sprzedawała bluzki.

### Kariera
Należała do nowojorskiego Actors Studio. W 1957 zadebiutowała na profesjonalnej scenie w Erie w Erie Playhouse w Pensylwanii w sztuce Kto sieje wiatr. Grała w produkcjach off-broadwayowskich: Sekretne życie Waltera Mitty Jamesa Thurbera (1964) jako Hazel, MacBird! (1967) w roli Lady MacBird z Williamem Devane i Crystal i Fox (1973) jako Crystal z Bradem Davisem i Barrym Corbinem. W 1966 trafiła na Broadway w komedii Niezawodny plan. W 1968 wystąpiła w roli Sally Weber w spektaklu broadwayowskim Jimmy Shine u boku Dustina Hoffmana. W 1970 za rolę Faye Precious w off-broadwayowskiej produkcji Kto jest teraz szczęśliwy? zdobyła nagrodę Obie za wybitny występ.
Na ekranie wystąpiła jako mieszkająca na złomowisku Poochie w dramacie Pięć minut dla miłości  (Five Minutes to Love, 1963) z Paulem Lederem. Od lipca 1970 do września 1971 grała rolę Caroline Johnson w operze mydlanej NBC Inny świat. Następnie dołączyła do obsady opery mydlanej CBS Where the Heart Is (1971–1972), w której została obsadzona w roli Margaret Jardin. Od 12 września 1972 do 22 kwietnia 1978 grała postać Vivian Cavender Harmon, najlepszej przyjaciółki tytułowej bohaterki (Bea Arthur) w sitcomie CBS Maude (1972–1978). Od 21 września 1985 do 9 maja 1992 występowała w roli przesadnie kochliwej pracownicy muzeum Blanche Devereaux w sitcomie NBC Złotka (The Golden Girls). Wcieliła się w postać Frances Dutton we współczesnej telewizyjnej wersji baśni Hansa Christiana Andersena Dziewczynka z zapałkami (The Little Match Girl, 1987) z Jimem Metzlerem i Johnem Rhysem-Daviesem.

## Życie osobiste
Rue McClanahan miała sześciu mężów. W latach 1958–1959 tworzyła związek małżeński z Tomem Bishem, z którym miała syna Marka Thomasa (ur. 2 października 1958). W latach 1959–1961 jej mężem był Norman Hartweg. W latach 1964–1971 była żoną Petera DeMaio. 6 listopada 1976 zawarła związek małżeński z Gussie Samem Fisherem. Rozwiedli się 4 sierpnia 1979. W latach 1984–1985 jej mężem był Tom Keel. 25 grudnia 1997 wyszła za mąż za Morrowa Wilsona, z którym rozstała się w 2009. 
W czerwcu 1997 u McClanahan zdiagnozowano raka piersi, z którego została skutecznie wyleczona.

### Śmierć
Zmarła 3 czerwca 2010 w szpitalu New York-Presbyterian w wieku 76 lat po tym, jak doznała wylewu krwi do mózgu.

## Filmografia

### Filmy
- 1996: Najlepszy kumpel Pana Boga jako mama Rue Turner
- 1997: Morska przygoda jako Ellen Carruthers
- 1997: Życzenie Annabelli jako Scarlett (głos)
- 1997: Żołnierze kosmosu jako Ruth, nauczycielka biologii
- 2003: Wojna pokus jako Nancy Stringer

### Seriale TV
- 1964: Prawo Burke’a jako kelnerka
- 1971: Love of Life jako Pani Baylee
- 1970–1971: Inny świat (Another World) jako 	Caroline Johnson
- 1971–1972: Where the Heart Is jako Margaret Jardin
- 1972: All in the Family jako Ruth Rempley
- 1974: Mannix jako Gloria
- 1978: Statek miłości jako April Dunlevy
- 1980: Statek miłości jako Mary Hubble
- 1981: Gimme a Break! jako Marian
- 1982: Statek miłości jako Doris Simpson
- 1984: Niebezpieczne ujęcia jako Mattie Bernstein
- 1984: Statek miłości jako Laura Thornton Hayes / Cheryl Enicker
- 1985: Napisała: Morderstwo jako Miriam Redford
- 1985–1992: Złotka jako Blanche Devereaux
- 1993: Chłopiec poznaje świat jako	Bernice Matthews
- 1994: Dotyk anioła jako Amelia Bowthorpe Archinald
- 1994: Prawo Burke’a jako Jinxy Duke
- 1997: Murphy Brown jako Virginia Redfeld
- 1997: Podróż do Ziemi Obiecanej jako Valerie Carter
- 1998: Columbo jako Verity Chandler
- 1999: Śladem Blue jako babcia Steve’a (głos)
- 1999: Bezpieczna przystań jako babcia Loring
- 2001: Dotyk anioła jako Lila Winslow
- 2005: Hope i Faith jako Sylvia
- 2007: Bobby kontra wapniaki jako Bunny (głos)
- 2009: Prawo i porządek jako Lois McIntyre